# Amerikanskt älggräs
Amerikanskt älggräs (Filipendula rubra) är en rosväxtart som först beskrevs av John Hill, och fick sitt nu gällande namn av B.L. Robins.. Amerikanskt älggräs ingår i släktet älggrässläktet, och familjen rosväxter. Inga underarter finns listade i Catalogue of Life.

## Bildgalleri

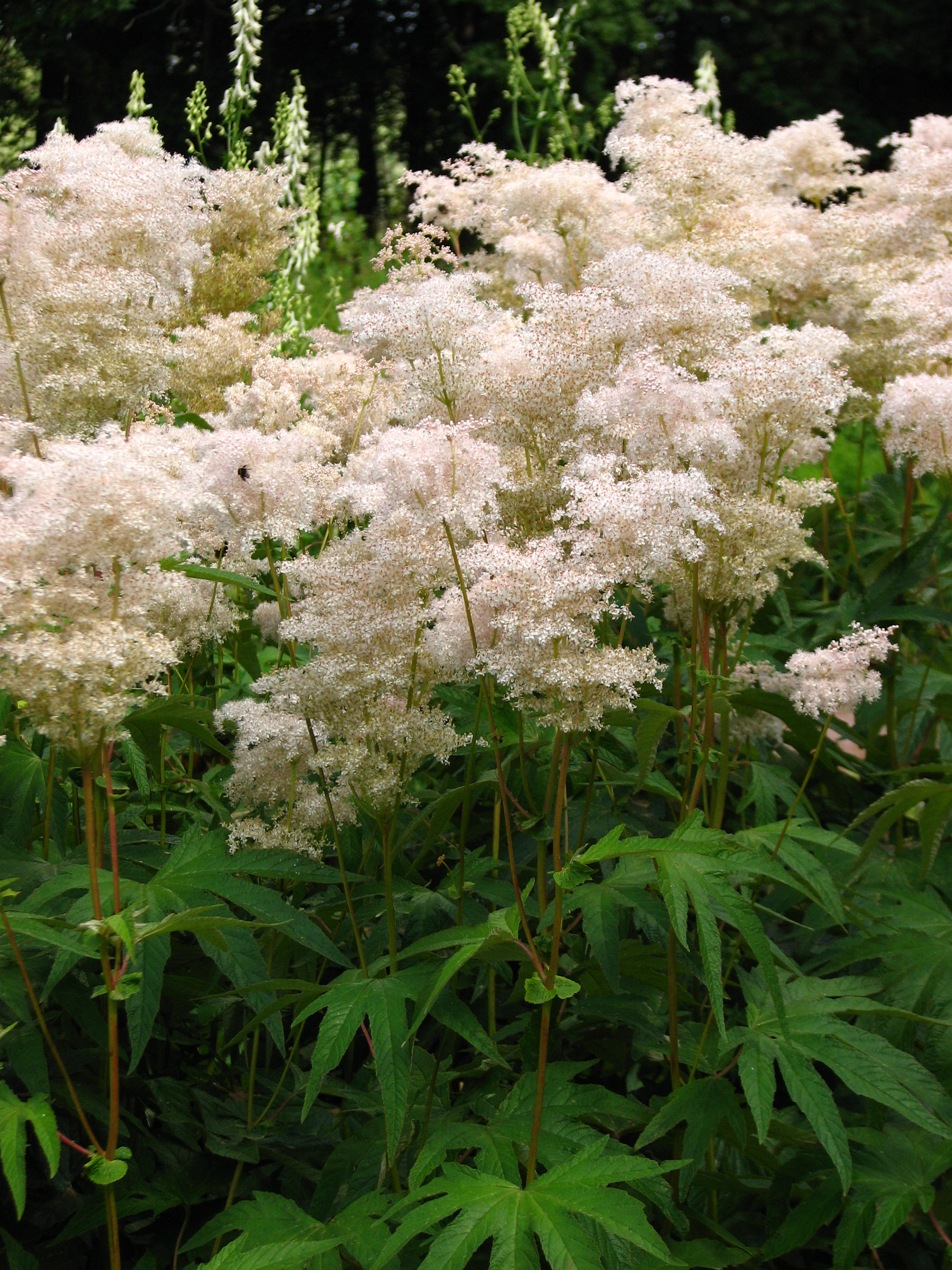
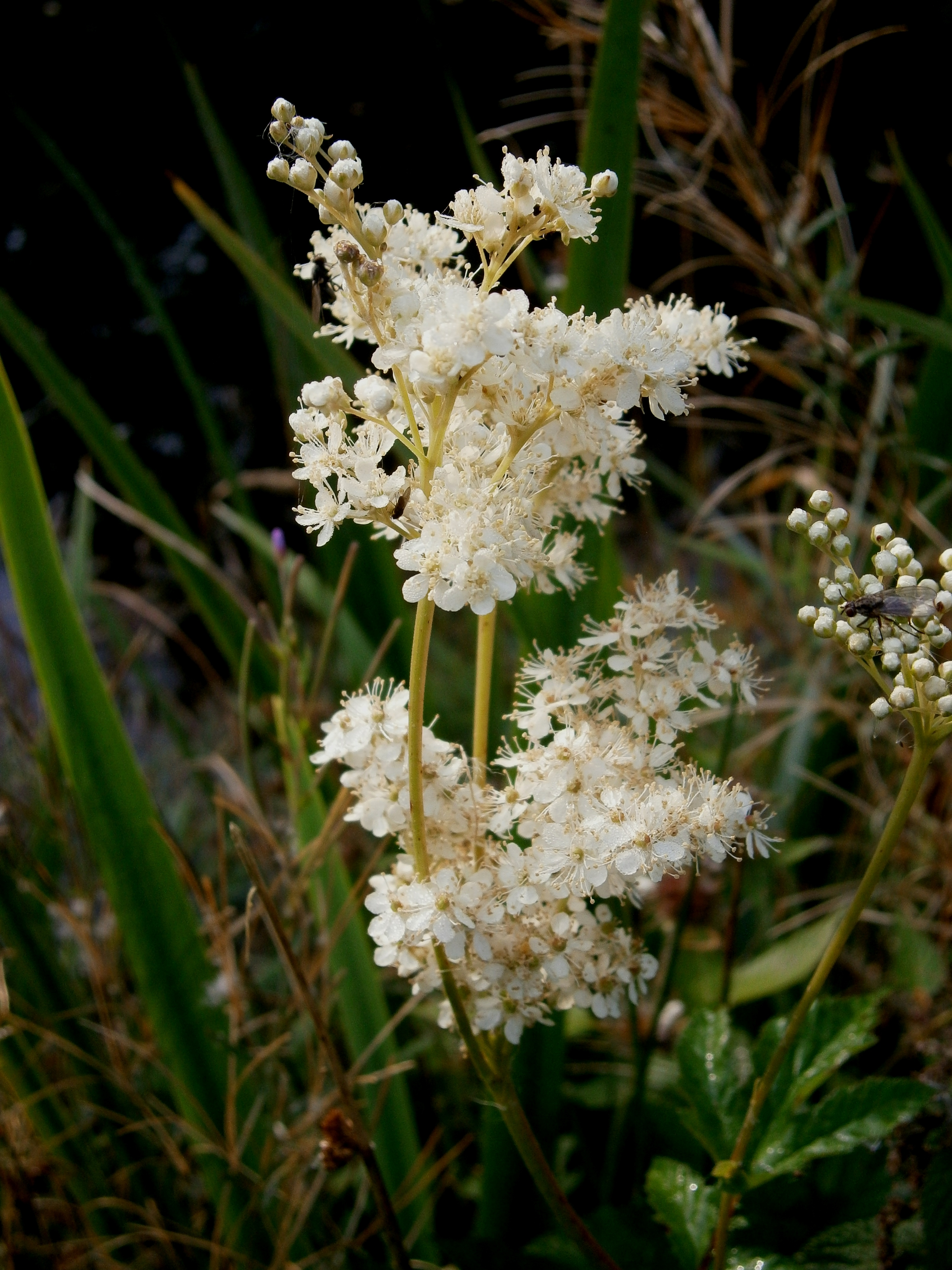